# ريتشارد راسيل
ريتشارد راسيل (بالإنجليزية: Richard Russell Jr.)‏ (و. 1897 – 1971 م) هو سياسي، ومحام من الولايات المتحدة الأمريكية ولد في ويندر.
تولى منصب عضو مجلس الشيوخ الأمريكي .وهو عضو في الحزب الديمقراطي الأمريكي .

## التعليم
تعلم في جامعة جورجيا.

## روابط خارجية
- ريتشارد راسيل على موقع IMDb (الإنجليزية)
- ريتشارد راسيل على موقع الموسوعة البريطانية (الإنجليزية)
- ريتشارد راسيل على موقع مونزينجر (الألمانية)
- ريتشارد راسيل على موقع إن إن دي بي (الإنجليزية)